# Chioninia coctei
Chioninia coctei (кабо-вердійський гігантський сцинк) — вимерлий вид сцинкоподібних ящірок родини сцинкових (Scincidae), що був ендеміком островів Барлавенту в архіпелазі Кабо-Верде.

## Таксономія
Гігантський кабо-вердійський сцинк був описаний французькими зоологами Андре-Марі-Констаном Дюмерілем і Габріелем Біброном у 1939 році під назвою Euprepes coctei. Голотип, що зберігався у Національному музеї природознавства в Парижі, був одним з п'яти зразків, які були зібрані португальським натуралістом Жоаном да Сілвою Фейхо у 1784 році на острівці Бранку, вивезені до Ажуди поблизу Ліссабона, де вони у 1808 році були викрадені наполеонівською армією. Видову назву coctei сцинк отримав на честь французького лікаря і зоолога Жана-Теодора Кокто (1798–1838). Оскільки Дюмеріль і Біброн проігнорували історію зразка, вони вказали його місце походження як "узбережжя Африки". Вид залишався невідомим, поки у 1873 році він не був повторно відкритий кабо-вердійським доктором Фредеріко Хопфером. Португальський зоолог Жозе Вісенте Барбоза ду Бокаже відніс вид до окремого монотипного роду Macroscincus (букв. "великий сцинк").
У 2001 році дослідження мітохондріальної ДНК показало, що Macroscincus є споріднений з кількома іншими кабо-вердійськими сцинками, яких раніше відносили до роду Мабуя (Mabuya), що вказувало на те, що їх спільний предок виник у Західній Африці в часи пізнього міоцену або раннього пліоцену та заселив Кабо-Верде, після чого внаслідок адаптивної радіації його нащадки розділилися на кілька видів. У 2016 році кабо-вердійських сцинків було переведено до відновленого роду Chioninia, сестринського до роду Trachylepis, який включає африканських та мадагаскарських мабуй, таким чином обмеживши рід Mabuya Неотропіками.

## Опис

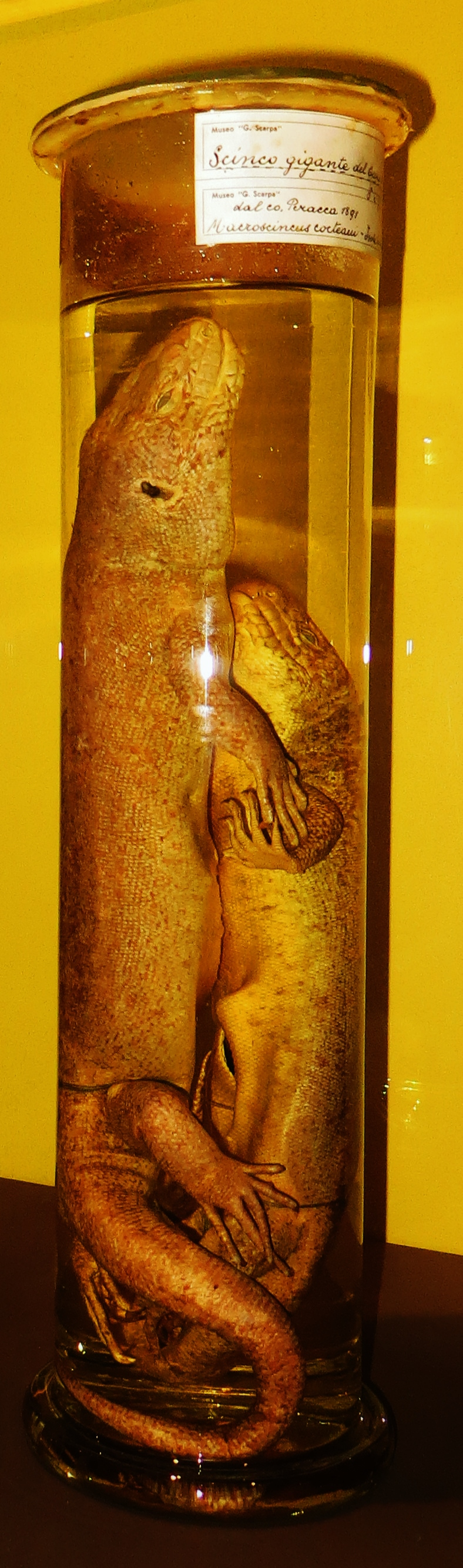
Кабо-вердійські гігантські сцинки з Музею Науки в Тренто

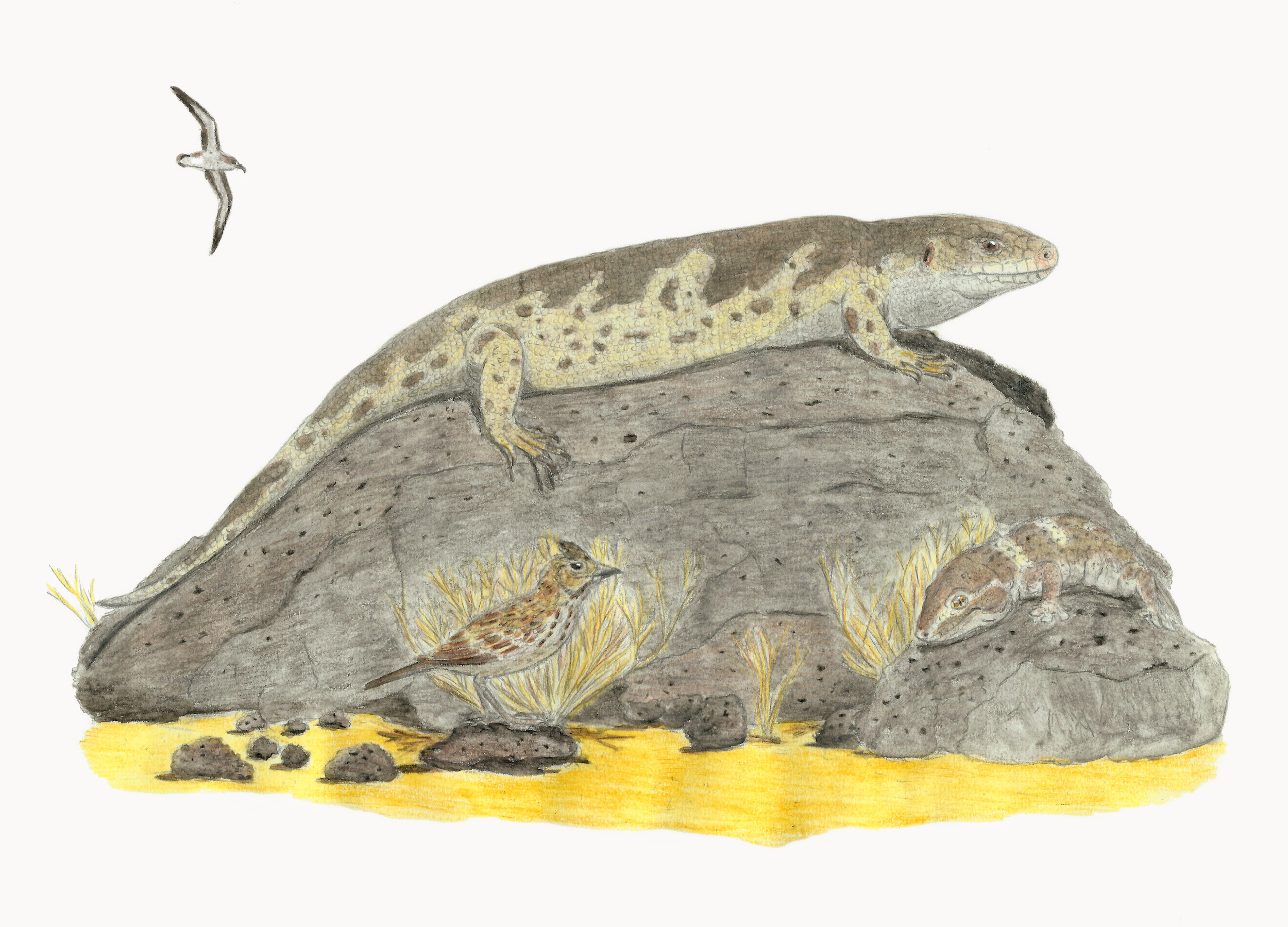
Реконструкція кабо-вердійського гігантського сцинка разом з іншими видами, поширеними на островах Бранку і Расу: велетенським стінним геконом Tarentola gigas, острівним жайворонком (Alauda razae) та буревісником

Кабо-вердійський сцинк був дуже великим і кремезним порівняно з іншими сцинками. Дорослі особини могли досягати довжини (без врахування хвоста) 32 см. Довжина міцного, чіпкого хвоста була менша за половину довжини решти тіла. Забарвлення існувало у трьох морфах: сірій, жовтій та проміжній. Смуги були відсутні, але на жовто-зелено-сірому фоні були темні плями. На світлій нижній частині тіла плями були відсутні. Спинна луска була дрібною та кілеподібною. Посередині тіла луски складали більш ніж 100 рядів, однак загалом остеодермальний покрив був менш розвинений, ніж у інших сцинків. На нижній повіці було унікальне прозоре "віконце". Самці досягали максимального розміру швидше за самиць, мали більшу голову, міцніші щелепи та довші задні ноги. Старші самці мали товсті, звисаючі підгрудки, що є незвичним для сцинків.

## Поширення
Напівскам'янілі рештки гігантського кабо-вердійського сцинка були виявлені на північно-західних островах Сан-Вінсенте та Санта-Лузія, а також на острівцях Бранку та Расу , які разом із ще меншим острівцем Пасарос були об'єднані в палеоострів Мінделу під час холодних етапів плейстоцену. Деякі місцеві рибалки вказували на те, що гігантські сцинки також мешкали на Сан-Ніколау, однак ці свідчення є суперечливими, оскільки цей острів ніколи не поєднувався з іншими островами в плейстоцені.

## Поведінка та екологія
Поведінка гігантського кабо-вердійського сцинка здебільшого невідома через відсутність етологічних досліджень до його вимирання, хоча було відзначено конвергенцію сцинка з двома існуючими видами: африканським смугастим сцинком (Trachylepis striata) з Південної та Східної Африки, який живе у низьких кронах дерев, та мабуєю Вайяна (Vaillant's mabuya), великим травоїдним сцинком, ендеміком островів Сотавенту в архіпелазі Кабо-Верде.
Прозора нижня повіка, можливо, була пристосуванням для виявлення хижаків внизу, тоді як гігантські сцинки спали на гілках дерев, закривши очі. У цьому випадку вимирання хижака задовго випередило б вимирання гігантського кабо-вердійського сцинка. Потреба у світлі для цієї стратегії вказує на те, що гігантський сцинк вів сутінковий спосіб життя і спав вдень. Відомо, що сипухи полювали на сцинків до і після появи людини на Кабо-Верде. Незвичайний підгрудок старих самців міг відігравати певну роль у територіальності.
Довгий кишковий тракт гігантського кабо-вердійського сцинка, велика кількість гельмінтів та спеціалізована зубна система добре підходили для вегетаріанської дієти. Хоча більшість тварин гинули рано в неволі, деякі жили роками, харчуючись фруктами та рослинністю. Було помічено, що один сцинк їв птаха. На переважно позбавлених рослинності острівцях Бранку та Расу гігантські сцинки пристосувалися жити серед великих колоній буревісників, де вони виживали, харчуючись фекаліями, падлом, яйцями та пташенятами. Кістки сцинків і морських птахів зазвичай знаходять вперемішку.
Зразки гігантських кабо-вердійських сцинків вказують на те, що вони були живородними, проте було задокументовано, що в 1891 році самиця, що утримувалась в неволі, протягом п'ятнадцяти днів відклала кладку з семи білосніжних яєць діаметром 1,5 дюйми. Інші яйця зберігаються в регіональному музеї Турина. Цілком можливо, що цей вид використовував обидва способи розмноження, як австралійський сцинк Eugongylus albofasciolatus, одна й та сама самиця якого, як було задокументовано, чергувала їх.
Вид був ручним у неволі, і, ймовірно, довго жив і повільно розмножувався, як і інші острівні рептилії.

## Вимирання
Коли рівень моря наприкінці плейстоцену піднявся, острів Мінделу розпався, і популяція гігантських кабо-вердійських сцинків розділилася. Місцевий клімат в голоцені став більш посушливим, і ліси перетворилися на чагарникову савану. У 1461 році на острови прибули португальці, які вирубали решту тамариксових дерев (Tamarix senegalensis), а також завезли кіз, які їли іншу рослинність. що посилило денудацію. Португальці також завезли мишей, кішок і собак, які спустошили колонії морських птахів. Історичні звалища показують, що поселенці самі їли сцинків, але лише зрідка і рідше, ніж морських птахів. Дослідження совових погадок з Санта-Лузії показало, що перед 1673 роком сови часто полювали на сцинків, але в подальшому рештки сцинків трапляються дуже рідко, що свідчить про те, що на той час вони стали дуже рідкісними на острові.
Гігантські сцинки вижили довше на Бранку та Расу, оскільки вони не були заселеними і залишалися вільними від інтродукованих ссавців. У 1783 році Фейжо писав, що жителі островів використовували шкірки ящірок з Бранку для виготовлення взуття. Їх жир також використовувався як ліки. За словами літнього жителя, якого опитав Хопффер, близько 1833 року в Кабо-Верде стався голод, спричинений посухою, і уряд скоротив витрати, висадивши тридцять в'язнів із Санту-Антана на Бранку, які вижили, харчуючись рибою та сцинками. Ця історія часто цитується в джерелах, де обговорюється вимирання гігантського сцинка, але деякі автори ставлять її під сумнів, оскільки на Бранку немає джерел прісної води.
Повторне відкриття виду, його рідкість, великі розміри та ручність підвищили попит на зразки для європейських музеїв, зоопарків та колекціонерів. У 1874 році вулканолог Альфонс Штюббель відкрив популяцію сцинків на Расу. У 1890 році торговці дикими тваринами Томас Касл і Хосе Олівейра виловили до двохсот сцинків на Бранку і продали їх в Англію, Німеччину та Австрію. Італійський герпетолог Маріо Джачінто Перакка купив 40 сцинків у Лондоні і кілька років зберігав їх у своїх віваріях в Ківассо поблизу Турина, де він зробив важливі спостереження щодо розмноження та харчування виду. У 1896 році Бокаж побоювався, що вид може зникнути, і попросив Франсіско Ньютона з Лісабонського музею більше не імпортувати гігантських сцинків. Бойд Александер відвідав острівці в 1898 році і зазначив, що гігантський сцинк все ще поширений на Расу, але став дуже рідкісним на Бранку; Леонардо Феа, який побував на Кабо-Верде у тому ж році, не знайшов сцинків на Бранку взагалі. Однак вилов ящірок продовжувався на Расу самим Феа та Франсіско Ньютоном у 1900 році (який не передав зібраних сцинків музею, а, можливо, продав їх приватним колекціонерам). У 1902 році князь Монако Альбер I встановив на Бранку пастки на сцинків, і лише через тиждень у них потрапив перший з шести зразків.
Незважаючи на зусилля Перакки, жодна популяція, здатна до самовідтворення, не була успішно створена в неволі. До початку XX століття вважалося, що гігантський кабо-вердійський сцинк неминуче зникне. Перакка запропонував Ньютону високу суму за вилов якомога більшої кількості сцинків, плануючи випустити їх на острів поблизу Тоскани, але це так і не відбулося. У 1909 році ентомолог і ботанік Джакомо Чекконі заявив, що зловив одну особину на Сан-Вісенте, але багато хто вважав це свідчення сумнівним. У 1915 році офіційний представник колонії Кабо-Верде написав до Музею Лісабона, повідомивши, що рибалки з Санту-Антана випустили кількох собак на Расу, які швидко вбили всіх сцинків на острові. Деякі тварини вижили у німецьких та австро-угорських зоопарках і колекціях, навіть незважаючи на додаткові труднощі, принесені Першою світовою війною та міжвоєнним періодом. У 1940 році вид був оголошений вимерлим. Повідомлялося, що у 1985 році сцинк був помічений на Бранку, але кілька експедицій у 1990-х роках не змогли знайти цей вид. МСОП класифікував вид як вимерлий у 1996 році. У 2005 році було заявлено, що щелепа молодого сцинка була знайдена в екскрементах здичавілих котів із Санта-Лузії, але дослідження, проведене у 2006 році, не виявило на острові цих тварин.